# 3799 Novgorod
3799 Novgorod eller 1979 SL9 är en asteroid i huvudbältet som upptäcktes den 22 september 1979 av den rysk-sovjetiske astronomen Nikolaj Tjernych vid Krims astrofysiska observatorium på Krim. Den har fått sitt namn efter den ryska staden Novgorod.
Asteroiden har en diameter på ungefär 17 kilometer och den tillhör asteroidgruppen Themis.